# Droga krajowa B18 (Austria)
Droga krajowa B18 (Hainfelder Straße) – droga krajowa w Austrii. Jedno-jezdniowa arteria łączy leżący kilkanaście kilometrów na południe od Wiednia Günselsdorf przez Weissenbach an der Triesting ze skrzyżowaniem z B20 w rejonie Traisen.